# Du riechst so gut '98
«Du riechst so gut '98» («Ти пахнеш так добре '98») — шостий сингл гурту «Rammstein».
Сингл вийшов 17 квітня 1998 року, через декілька місяців після реліза другого альбому «Sehnsucht».
Пісня звучить також, як і оригінал, за винятком того, що вступ став довшим. Вона розповідає про хижака, який шукає жертву, і містить у собі тему божевілля і одержимості мисливця.

## Відеокліп
Відео знімали з 20 по 25 квітня в Бабельсбергському замку XVIII століття в Потсдамі. У зйомках брала участь Мая Мюллер. В кліпі було залучено білих вовків.
Дія розгортається в 18 чи 19 столітті. Гроза. Дівчина поспішає на маскарад, але дорогою вона порізалась і витерла кров хусточкою, яку потім успішно випустила на землю. Цю хустинку підбирає один з учасників «Rammstein», який є перевертнем. Так, по черзі, кожен намагається «винюхати» цю дівчину. Сліди приводять перевертня в замок. Тілль заходить до дівчини в кімнату, вони починають роздягатися, і він перетворюється на зграю вовків. В кінці кліпу дівчина теж стає перевертнем.

## Список треків
1. «Du riechst so gut '98» — 4:24
2. «Du riechst so gut» (Remix by Faith No More) — 1:58
3. «Du riechst so gut» (Remix By Günter Schulz — KMFDM & Hiwatt) — 4:17
4. «Du riechst so gut» (Remix By Sascha Konietzko — KMFDM) — 4:47
5. «Du riechst so gut» (Remix By Olav Bruhn — Bobo In White Wooden Houses) — 4:45
6. «Du riechst so gut» (Remix By Sascha Moser — Bobo In White Wooden Houses) — 3:53
7. «Du riechst so gut» (Remix By Jacob Hellner — Marc Stagg) — 4:34
8. «Du riechst so gut» ('Migräne' Remix By Günter Schulz — KMFDM) — 5:18